# Yale-Brown Obsessive Compulsive Scale
Die Yale-Brown Obsessive Compulsive Scale (kurz Y-BOCS) ist „ein halbstrukturiertes Interview zur Beurteilung des Schweregrades von Denk- und Handlungszwängen“.

## Aufbau
Im ersten Schritt werden die Inhalte der Zwangsstörung anhand einer Symptom-Checkliste erfragt. Der Schweregrad der im ersten Schritt erfassten Zwangsinhalte wird erst in einem zweiten Schritt getrennt erfasst. Zur Beurteilung des Schweregrads werden Fragen gestellt, betreffend:
1. dem Zeitaufwand,
2. Beeinträchtigung bei alltäglichen Aufgaben,
3. subjektiver Leidensdruck,
4. versuchter Widerstand,
5. Erfolg bei Widerstand.

Diese fünf Punkte werden für die erfassten Zwangsgedanken und Zwangshandlungen getrennt erfragt. Für jede dieser insgesamt 10 Fragen kann ein Wert zwischen 0 und 4 vergeben werden. Die Werte werden dann zu einem Gesamtwert zusammenaddiert. Anschließend gibt es noch Fragen, die sowohl Denk- und Handlungszwänge zugleich betreffen. Diese Fragen gehen jedoch nicht in die Auswertung ein, weil Testgütekriterien zu den Fragen bis jetzt noch nicht ausreichend erfüllt sind. Diese Fragen betreffen die Einsicht, Vermeidung, Entscheidungsschwierigkeiten, Verantwortungsgefühl, Langsamkeit, Zweifeln, Gesamtschweregrad, Gesamtverbesserung und die Reliabilität der Informationen.
Die Y-BOCS werde in Psychopharmakastudien zur Zwangsstörung eingesetzt. Als „Cut-off-Punkt“ für eine ausgeprägte Symptomatik werde in diesen Studien ein Gesamtwert von 16 bei gleichzeitigen Denk- und Handlungszwängen angenommen. Wenn ausschließlich Denk- oder nur Handlungszwänge vorliegen, reiche ein Gesamtwert von 10.

## Testgütekriterien
Untersuchungen zu Testgütekriterien lägen vor allem für die englischsprachige Version vor und werden als gut bewertet. In einer Veröffentlichung von 1991 heißt es jedoch: "Die Psychometrische Analyse der deutschsprachigen Version der Y-BOCS steht noch aus".